# Dzsammu
Dzsammu (urdu:  جموں, dogri:  जम्मू) város India északi részén, Dzsammu és Kasmír államban, amelynek - kedvező éghajlata miatt - a téli fővárosa. 
Kulturális és gazdasági központ, továbbá fontos vasúti és közlekedési csomópont.
A város régóta az indiai kultúra egyik központja, ahol virágzott a művészet; a pahári festőket évszázadok óta nagy tisztelet övezi.
A függetlenség előtt egyetlen idegen (európai) sem léphetett erre a területre a kormány engedélye nélkül. A kasmíri maharadzsa minden télen leköltözött ide a havas hegyek közül és a dzsammui palotájában vészelte át a telet.

## Demográfia
Lakossága 612 ezer fő volt 2011-ben, elővárosokkal 657 ezer fő.
Vallási megoszlás: hindu 81,2% ; szikh 8,8% ; muszlim 7,9% ; keresztény 1,4% ; egyéb 0,7%

## Látnivalók
A városban említésre méltó a sokemeletes Raghunáth-templom, amely az ÉNy-Indiában található hindu szentélyek stílusától jelentős mértékben eltér.
A környék látnivalói:
- Bahu-erőd
- Amarmahal-palota (Ramnagar)
- Udampur közelében, Krimchiben egy ősi templomcsoport
- Shri Mata Vaishno Devi (zarándokhely)

## Fordítás
- Ez a szócikk részben vagy egészben  a   Jammu című angol Wikipédia-szócikk fordításán alapul.  Az eredeti cikk szerkesztőit annak laptörténete sorolja fel. Ez a jelzés csupán a megfogalmazás eredetét és a szerzői jogokat jelzi, nem szolgál a cikkben szereplő információk forrásmegjelöléseként.